# Wierzbie (Praszka)
Wierzbie ist eine Ortschaft mit einem Schulzenamt der Stadt-und-Land-Gemeinde Praszka im Powiat Oleski der Woiwodschaft Oppeln in Polen.

## Geschichte

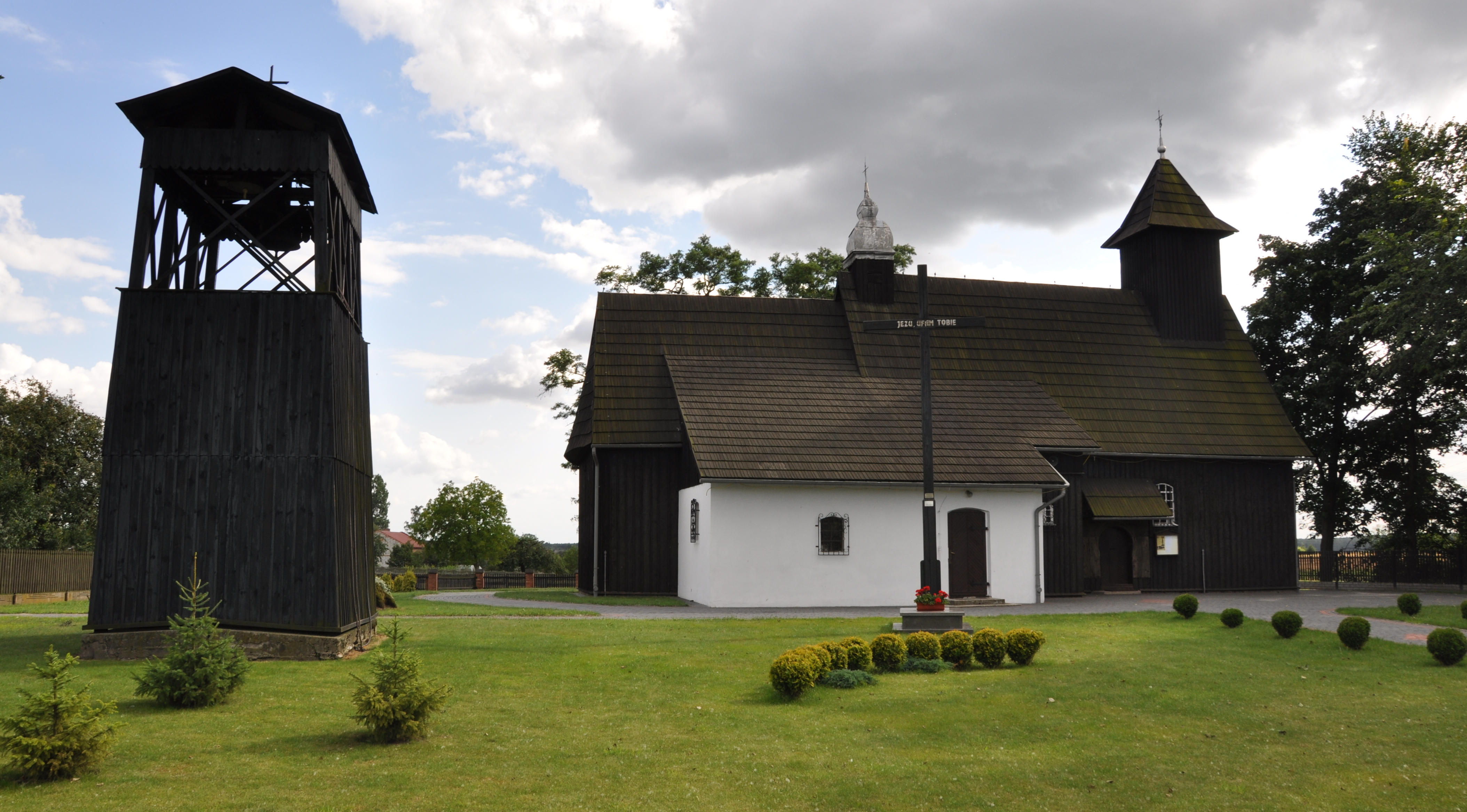
Holzkirche

Der Ort Vierzbie im Herzogtum Wieluń wurde im Jahr 1381 vom Oppelner Herzog Wladislaus II. gegründet. Der Ortsname ist vom Appellativ wierzba (Weide) abgeleitet.
1392 wurde das Weluner Land wieder zum Königreich Polen inkorporiert, ab dem frühen 15. Jahrhundert in der Woiwodschaft Sieradz, ab 1569 in der Adelsrepublik Polen-Litauen.
Nach der Zweiten Teilung Polens von 1793 gehörte das Dorf bis 1807 zu Südpreußen. 1807 kam es ins Herzogtum Warschau und 1815 ins neu entstandene russisch beherrschte Kongresspolen.
Nach dem Ende des Ersten Weltkriegs kam Wierzbie zu Polen, Woiwodschaft Łódź. Beim Überfall auf Polen 1939 wurde das Gebiet von den Deutschen besetzt und dem Landkreis Welun im Reichsgau Wartheland zugeordnet.
Von 1975 bis 1998 gehörte Wierzbie zur Woiwodschaft Częstochowa.